# 呼图格沁
呼图格沁又称"好德歌沁"、"呼图克沁"，蒙古语丑角之意，是一种集蒙古族歌舞、戏剧等为一体的综合艺术表演形式。产生于清代嘉庆年间，至今有超过200年历史。现仅存于内蒙古自治区赤峰市敖汉旗萨里巴乡境内的乌兰召。
呼图格沁以面具载歌载舞，以蒙语歌唱为主，在每年的正月十三至正月十六进行表演。表演最初的功能为“求子”，后来渐渐衍生出诸如祈福、驱邪等功能。该表演现只有少数长者表演，面临失传。呼图格沁是内蒙古区级非物质文化遗产。